# Съвременен танц
Съвременен танц (още: контемпорари) е понятие в танцовото изкуство, с което се означава съчетанието от различни стилове и техники, които се използват в танцови класове, уъркшопове, хореографии и танцови спектакли.

## Същност и развитие
Съвременният танц се развива в началото на 20 век и възниква като реакция срещу нормите и философията на класическия балет. Той е естествено продължение на класическия танц, но представени под една нова, различна форма, която олицетворява свободата на движението, духа и тялото.

## Характеристики
Съвременният танц се характеризира с изключителната гъвкавост, която притежават изпълнителите във всяко едно отношение. Те могат да се изпълняват под звученето на различни музикални стилове, както и да се обединяват с други танцови форми, така че да се създадат нови движения.
Пионерите в съвременния танц, Айседора Дънкан и Марта Греъм, са се опитвали да уловят лекотата на движенията, които следват естествената линия на човешкото тяло и неговата енергия. По този начин се създава един нов език на движението, който разкрива една необикновена страст и спонтанност.

## Техники
Съществуват четири основни техники в съвременния танц. Те са:
- „Кънингам“ (по името на учителя и хореограф Мърс Кънингам) — тази техника е фокусирана върху разположението на човешкото тяло в пространството, ритъма и артикулацията на движенията, които следват една естествена енергийна линия.
- „Греъм“ (по името на американската танцьорка, хореограф и педагог Марта Греъм) — тази техника се характеризира със свиване, отпускане, падане и възстановяване на човешкото тяло, и по-специално работа с коремната и тазова област, чиито движения се разиграват предимно на земята.
- „Лимон“ (по името на мексикансия танцьор и хореограф Хосе Лимон) — неговата техника набляга върху търсенето на връзката между енергия и гравитация, като използва силата на тежестта на тялото.
- „Освобождаване“ – това е техника, която очертава яснотата и лекотата на движенията в съчетание с ефективно използване на човешката енергия и правилно дишане.

Има още няколко техники, които биха могли да се използват при създаването на хореография. Едната е „Импровизация“ (набляга се на търсенето на индивидуалното и уникалното, при създаването на нови и различни движения), а другата се нарича „Контактна импровизация“ (тя описва танца като дуетна форма, в която се използват силата на тежестта и нейното обменяне, гъвкавите движения и взаимния допир).